# Knack Randstad Roeselare
Le Knack  Roeselare (ou Knack  Roulers en français et anciennement Knack randstad Roeselare) est un club belge de volley-ball évoluant au plus haut niveau national, la Ligue A, cette saison 2016-2017.

## Historique
Le Knack Roeselare est apparu en 1964 lorsque des élèves de l'école Broederschool de Roulers décidèrent de créer une équipe de volley-ball. Très rapidement, le club gravit les échelons en passant des séries provinciales à nationales. Ainsi, dès le début des années 70, le club évolue déjà en 3e Division nationale, seulement 6 ans après son apparition.
L'histoire ne s'arrête pas là puisque cette ascension se poursuivit jusqu'au plus haut niveau national en Belgique. L'année 1989 fut alors à marquer d'une pierre blanche puisqu'elle vit le club être sacré Champion de Belgique pour la première fois. L'équipe remporta même le doublé lors de cette saison 1988-1989 en décrochant également la Coupe de Belgique. S'il fallut, à partir de là, attendre 11 ans avant un nouveau sacre en championnat, plusieurs titres en Coupe de Belgique vinrent marquer les années 90 du club.
L'année 2002 marqua ensuite le couronnement européen du club qui remporta cette année-là la Coupe de la CEV. Depuis lors, les titres nationaux et les performances continentales se sont succédé pour le Knack Randstad Roeselare.

## Palmarès
- Coupe de la CEV (1)
  - Vainqueur : 2002
  - Finaliste : 2023
- Challenge Cup
  - Finaliste : 1998, 1999
- Championnat de Belgique (9)
  - Vainqueur : 1989, 2000, 2005, 2006, 2007, 2010, 2013, 2014, 2015
- Coupe de Belgique (8)
  - Vainqueur : 1989, 1990, 1994, 2000, 2005, 2006, 2011, 2013,
- Supercoupe de Belgique (5)
  - Vainqueur : 2000, 2004, 2005, 2007, 2010

## Effectif pour la saison 2013-2014
| No                                            | Nom                                           | Date de naissance                             | Taille                       | Poids                        | Poste                        |
| --------------------------------------------- | --------------------------------------------- | --------------------------------------------- | ---------------------------- | ---------------------------- | ---------------------------- |
| 1                                             | Stijn Dejonckheere                            | 21 janvier 1988                               | 185                          | 75                           | Libero                       |
| 2                                             | Hendrik Tuerlinckx                            | 1er décembre 1987                             | 195                          | 83                           | Attaquant                    |
| 3                                             | Joppe Paulides                                | 13 avril 1983                                 | 203                          | 85                           | Central                      |
| 4                                             | Stijn d'Hulst                                 | 24 avril 1991                                 | 187                          | 73                           | Passeur                      |
| 5                                             | Pieter Coolman                                | 24 avril 1989                                 | 198                          | 89                           | Central                      |
| 6                                             | Lowie Stuer                                   | 24 novembre 1995                              | 194                          | 91                           | Réceptionneur-attaquant      |
| 8                                             | Matthijs Verhanneman                          | 8 décembre 1988                               | 198                          | 97                           | Réceptionneur-attaquant      |
| 9                                             | Arno van de Velde                             | 30 décembre 1995                              | 208                          | 96                           | Central                      |
| 11                                            | Gertjan Claes                                 | 30 mars 1985                                  | 191                          | 80                           | Réceptionneur-attaquant      |
| 12                                            | Ruben van Hirtum                              | 10 avril 1990                                 | 196                          | 75                           | Réceptionneur-attaquant      |
| 14                                            | Eemi Tervaportti                              | 26 juillet 1989                               | 193                          | 75                           | Passeur                      |
| 15                                            | Tomas Rousseaux                               | 31 mars 1994                                  | 198                          | 85                           | Réceptionneur-attaquant      |
| 16                                            | Steven Vanmedegael                            | 16 juin 1986                                  | 180                          | 75                           | Réceptionneur-attaquant      |
| 18                                            | Pieter-Jan Creus                              | 16 août 1996                                  | 182                          | 75                           | Libero                       |
|                                               |                                               |                                               |                              |                              |                              |
| Encadrement technique                         | Encadrement technique                         |                                               | Légende                      | Légende                      | Légende                      |
| Entraîneur : Émile Rousseaux                  | Entraîneur : Émile Rousseaux                  | Entraîneur : Émile Rousseaux                  | : Capitaine                  | : Capitaine                  | : Capitaine                  |
| Entraîneur(s) adjoint(s) : Steven Vanmedegael | Entraîneur(s) adjoint(s) : Steven Vanmedegael | Entraîneur(s) adjoint(s) : Steven Vanmedegael | : Joueur blessé actuellement | : Joueur blessé actuellement | : Joueur blessé actuellement |

| Équipe type : Knack Randstad Roeselare                                                                                   |
| \| Tervaportti · # 14 Verhanneman · # 8 Paulides · # 3 Tuerlinckx · # 2 Claes · # 11 Coolman · # 5 Dejonckheere · # 1 \| |
| Tervaportti · # 14 Verhanneman · # 8 Paulides · # 3 Tuerlinckx · # 2 Claes · # 11 Coolman · # 5 Dejonckheere · # 1       |

| Tervaportti · # 14 Verhanneman · # 8 Paulides · # 3 Tuerlinckx · # 2 Claes · # 11 Coolman · # 5 Dejonckheere · # 1 |

## Joueurs emblématique
- Ivan Contreras  (2000 à 2008 et 2009 à ????) : Ce joueur est tout simplement un monument au club de Roulers où il a multiplié les performances de haut niveau et pour lequel il a déjà bataillé pendant dix saisons.
- Marc Schalk  (2000 à 2003)
- Sergiu Stancu  (2004 à 2006)